# Xung đột văn hóa
Xung đột văn hóa (tiếng Anh: cultural conflict) là một loại xung đột xảy ra khi các giá trị văn hóa và tín ngưỡng khác nhau đối đầu với nhau. Nó đã được sử dụng để giải thích bạo lực và tội phạm.

## Định nghĩa rộng hơn
Jonathan H. Turner định nghĩa nó là một cuộc xung đột gây ra bởi "sự khác biệt về giá trị văn hóa và niềm tin khiến mọi người bất hòa với nhau". Ở cấp độ vi mô, Alexander Grewe thảo luận về một cuộc xung đột văn hóa giữa các vị khách có văn hóa và quốc tịch khác nhau như được thấy trong một bộ phim sitcom năm 1970 của Anh, Fawlty Towers. Ông định nghĩa cuộc xung đột này là một cuộc xung đột xảy ra khi những kỳ vọng của mọi người về một hành vi nhất định đến từ nền tảng văn hóa của họ không được đáp ứng, vì những người khác có nền tảng văn hóa khác nhau và những kỳ vọng khác biệt.
Xung đột văn hóa rất khó giải quyết vì các bên tham gia cuộc xung đột có niềm tin khác nhau. Xung đột văn hóa gia tăng khi những khác biệt đó được phản ánh trong chính trị, đặc biệt ở tầm vĩ mô. Một ví dụ về xung đột văn hóa là cuộc tranh luận về phá thai. Thanh lọc sắc tộc là một ví dụ cực đoan khác của xung đột văn hóa. Chiến tranh cũng có thể là kết quả của một cuộc xung đột văn hóa; ví dụ các quan điểm khác nhau về chế độ nô lệ là một trong những lý do cho cuộc nội chiến ở Mỹ.

## Định nghĩa hẹp
Một định nghĩa hẹp hơn về một cuộc xung đột văn hóa bắt nguồn từ bài tiểu luận năm 1962 của Daniel Bell, "Tội ác - một lối sống của người Mỹ", và tập trung vào các hậu quả hình sự của một cuộc đụng độ trong các giá trị văn hóa. William Kornblum định nghĩa nó là một cuộc xung đột xảy ra khi các chuẩn mực xung đột tạo ra "cơ hội cho sự lệch lạc và lợi ích hình sự trong các tiểu văn hóa lệch lạc". Kornblum lưu ý rằng bất cứ khi nào luật áp đặt các giá trị văn hóa đối với một nhóm không chia sẻ các quan điểm đó (thông thường, đây là trường hợp của đa số áp đặt luật của họ đối với thiểu số), các thị trường bất hợp pháp do tội phạm cung cấp được tạo ra để lách luật. Ông thảo luận về những ví dụ về cấm trong thời kỳ giữa hai cuộc chiến tranh ở Hoa Kỳ, và ghi chú như thế nào xung đột văn hóa giữa các nhóm ủng hộ và chống rượu tạo cơ hội cho hoạt động bất hợp pháp; một ví dụ tương tự khác mà ông liệt kê là cuộc chiến chống ma túy.
Kornblum cũng phân loại xung đột văn hóa là một trong những loại chính của lý thuyết xung đột. Trong Cuộc đụng độ của các nền văn minh, (Clash of Civilisations, 1993, tạp chí Foreign Affairs), Samuel P. Huntington đề xuất rằng bản sắc văn hóa và tôn giáo của mọi người sẽ là nguồn xung đột chính trong thế giới sau Chiến tranh Lạnh.